# إرفينغ ووكر
إرفينغ ووكر (بالإنجليزية: Erving Walker) مواليد 17 يناير 1990 في بروكلين، هو لاعب كرة سلة أمريكي. بدأ مسيرته الاحترافية في سنة 2012. يلعب مع ستراسبورغ أي جي كلاعب هجوم خلفي. يحمل الرقم 11. يبلغ طوله 5 قدم 8 بوصة (1.7 م).

## المسيرة الاحترافية
لعب مع نادي فيرولي لكرة السلة في موسم 2012–2013، ثم لعب مع نادي جلونا غورا لكرة السلة في موسم 2013–2014، ثم لعب مع إلان شالون في الدوري الفرنسي في سنة 2014، ثم لعب مع جاي دي أيه ديجون في موسم 2014–2015، ثم لعب مع ستراسبورغ أي جي في الدوري الفرنسي في سنة 2016.

## إحصائيات المسيرة

### الدوري الأوروبي
| السنة   | الفريق                     | لعب | بدأ | دقيقة | ميداني% | ثلاثية | حرة  | ارتداد | صنع | استلاب | تصدي | نقطة | أداء |
| ------- | -------------------------- | --- | --- | ----- | ------- | ------ | ---- | ------ | --- | ------ | ---- | ---- | ---- |
| 2013–14 | نادي جلونا غورا لكرة السلة | 10  | 0   | 13.1  | .377    | .214   | .857 | 1.1    | 1.5 | .0     | .0   | 5.8  | 4.8  |
| المسيرة |                            | 10  | 0   | 13.1  | .377    | .214   | .857 | 1.1    | 1.5 | .0     | .0   | 5.8  | 4.8  |

## روابط خارجية
- إرفينغ ووكر على موقع الدوري الأوروبي لكرة السلة (الإنجليزية)
- إرفينغ ووكر على موقع كرة السلة الأوروبية.كوم (الإنجليزية)
- إرفينغ ووكر على موقع DraftExpress.com (الإنجليزية)
- إرفينغ ووكر على موقع كلية كرة السلة في سبورتس رفرنس.كوم (الإنجليزية)
- إرفينغ ووكر على موقع ريلجم (الإنجليزية)
- إرفينغ ووكر على موقع بروبوليرز (الإنجليزية)
- إرفينغ ووكر على موقع سبورتس رفرنس (الإنجليزية)